# Бэтчелор, Джордж
Джордж Кейт Бетчелор (англ. George Keith Batchelor; 8 марта 1920, Мельбурн — 30 марта 2000, Кембридж) — австралийский и английский учёный в области прикладной математики и динамики жидкости.

## Биография
Изучал математику и физику в университете Мельбурна.
Во время Второй мировой войны работал в Австралийской Aэронавтической исследовательской лаборатории над проблемами течения в авиационных двигателях. Работы, которые он там вёл, вызвали его интерес к механике жидкости и проблемам турбулентности. Бетчелор написал ведущему британскому эксперту в этой области — сэру Джефри Инграму Тейлору, который пригласил его в Кавендишскую лабораторию (в Кембридже), где работал сам.
В течение многих лет Бетчелор был сотрудником сэра Джеффри Тейлора в области изучения турбулентного потока.
Преподавал в Кембриджском университете, основатель кафедры прикладной математики и теоретической физики (DAMTP) и её заведующий.
В 1956 году основал ставший весьма авторитетным научный журнал по механике жидкости и газа — Journal of Fluid Mechanics, который он редактировал около сорока лет. 
С 1957 года член Лондонского королевского общества.
«Введение в динамику жидкости» Бетчелора (1967) до сих пор считается классической монографией по этой теме.

## Научные интересы
Теорема Бэтчелора
Вихрь Бэтчелора

## Награды и отличия
- Премия национальной академии деи Линчеи (1986)
- Медаль королевы Лондонского королевского общества (1988)
- Медаль Тимошенко (1988)
- Медаль Тейлора (1997)

Членство в академиях:
- Лондонское королевское общество (1957)[7]
- Американская академия искусств и наук (иностранный почётный член, 1959)
- Иностранный член Польской академии наук (1974)
- Иностранный член Французской академии наук (1984)[уточнить]
- Член-корреспондент Австралийской академии наук (1989)
- Иностранный член Национальной академии наук США (1994)[8]

Почётный доктор университетов Гренобля (1959), Технического университета Дании (1974), МакГилл (1986), Мичигана (1990), Мельбурна (1994), Стокгольма (1995).